# Sylvia Fedoruk
Sylvia Olga Fedoruk, OC, SOM (* 5. Mai 1927 in Canora, Saskatchewan; † 26. September 2012 in Saskatoon) war eine kanadische Physikerin und Curlerin. Von 1988 bis 1994 war sie Vizegouverneurin der Provinz Saskatchewan.

## Biografie
Die Tochter ukrainischer Einwanderer studierte Physik an der University of Saskatchewan. 1951 begann sie für die Krebsklinik von Saskatoon zu arbeiten. Sie spezialisierte sich auf die Nuklearmedizin und forschte auf dem Gebiet der medizinischen Verwendung von radioaktiven Isotopen und gehörte mit Harold Johns zu den Pionieren der ersten Strahlentherapie unter Verwendung von Kobalt (Kobaltkanone). Ab 1973 war sie an ihrer Universität Professorin für Physik. Fedoruk war Beraterin der Internationalen Atomenergie-Organisation in Sachen Nuklearmedizin, das erste weibliche Mitglied der Kanadischen Gesellschaft für Nuklearmedizin und die erste Frau in der kanadischen Atomenergiekontrollbehörde.
Darüber hinaus war Fedoruk eine erfolgreiche Curlerin. Sie gehörte jenem Team an, das 1961 das erste Tournament of Hearts, die kanadische Meisterschaft der Frauen, gewann. Von 1971 bis 1972 präsidierte sie den kanadischen Frauen-Curlingverband. 1986 erhielt sie den Saskatchewan Order of Merit, ein Jahr später den Order of Canada. Ebenfalls 1986 wurde sie in die Canadian Curling Hall of Fame aufgenommen, 2009 in die Canadian Medical Hall of Fame. Generalgouverneurin Jeanne Sauvé vereidigte Fedoruk am 7. September 1988 als Vizegouverneurin von Saskatchewan. Sie war die erste Frau in diesem repräsentativen Amt und übte es bis zum 31. Mai 1994 aus.
Für ihre Arbeit im Bereich der Strahlentherapie wurden Fedoruk Ehrendoktortitel der University of Windsor (1987), der University of Western Ontario (1990), der University of Regina (1991) und der Mount Saint Vincent University in Halifax (1993) verliehen. Ihre Alma Mater, die University of Saskatchewan, verlieh ihr 2006 einen Ehrendoktortitel für ihre Karriere und ihren Dienst für die Allgemeinheit. Seit 2012 trägt das Kanadische Zentrum für Nukleare Innovation (Sylvia Fedoruk Canadian Centre for Nuclear Innovation) ihren Namen.